# Corrie Dick

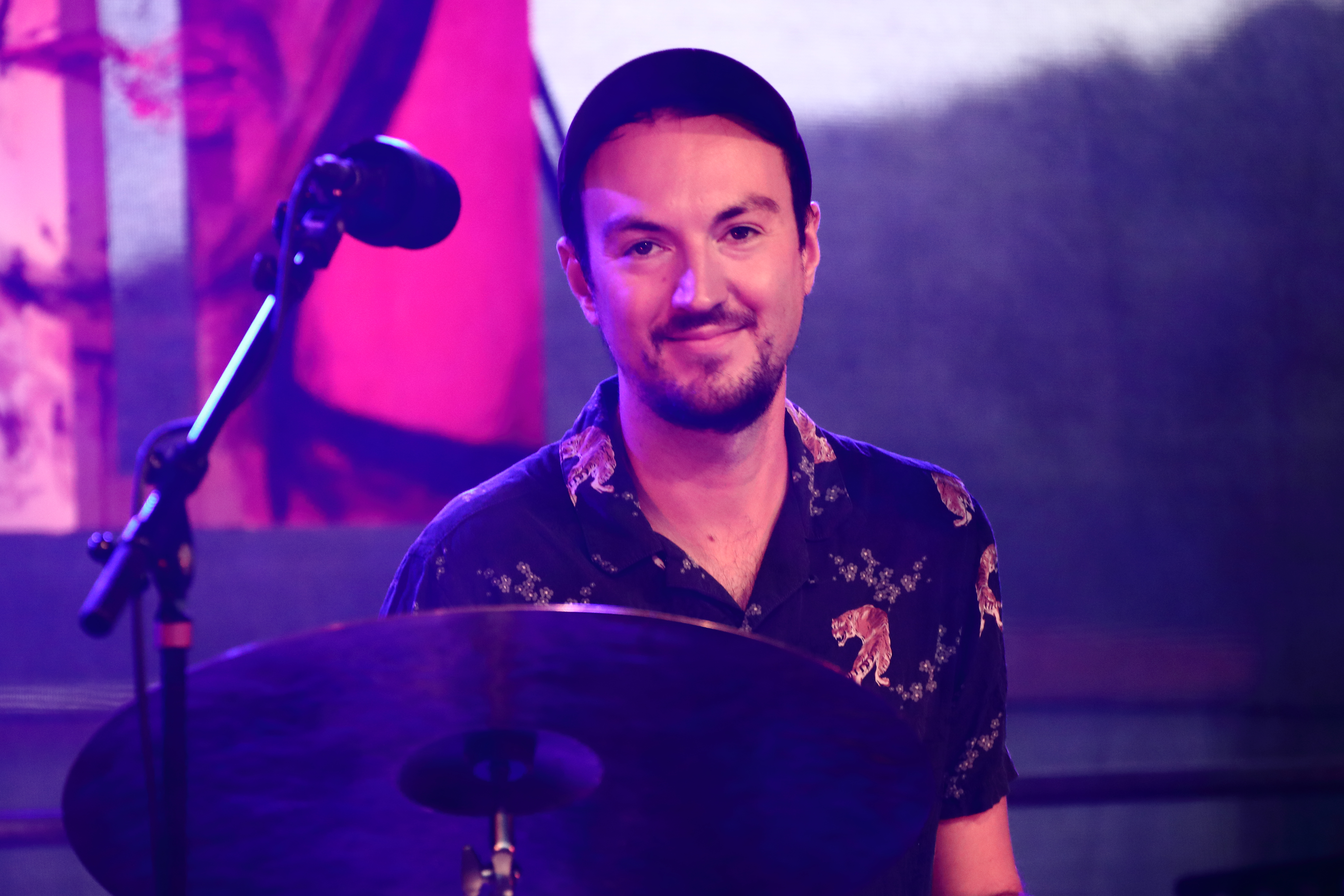
Corrie Dick auf dem INNtöne Jazzfestival 2020

Corrie Dick (* 20. Dezember 1990 in Glasgow) ist ein britischer Jazzmusiker (Schlagzeug, Perkussion, auch Klavier und Gesang, Komposition).

## Leben und Wirken
Dick wuchs in einer musikalischen Familie auf; sein Vater ist Klavierlehrer. Sein Geigenlehrer hielt ihn für unmusikalisch. Im Alter von 15 Jahren wechselte er von der Trompete zum Schlagzeug und zum Jazz. Während seiner weiteren Ausbildung gehörte er zum Youth Jazz Orchestra und dann zum National Youth Jazz Orchestra of Scotland, beide unter Leitung von Tommy Smith. Zwischen 2010 und 2014 studierte er im Jazzstudiengang am Trinity Laban Conservatory in London bei Mark Lockheart, Barak Schmool und Simon Purcell, wo er mit einer Goldmedaille absolvierte. Weiterhin nahm er privat Schlagzeugunterricht bei Mark Guiliana und Kendrick Scott und lernte traditionelles Trommeln in Marokko und in Ghana bei Saddiq Addy (Neffe von Mustapha Tettey Addy).
Corrie leitet ein eigenes Ensemble, mit dem er 2015 das Album Impossible Things vorlegte. Er ist Co-Leiter der Jazz-Rock-Band Blue-Eyed Hawk. Weiterhin ist er Mitbegründer des Chaos Collective, das auch ein Plattenlabel betreibt; er tritt regelmäßig mit der Chaos-Mitbegründerin Laura Jurd auf und spielte auf ihrem Debütalbum ebenso wie in ihrer Gruppe Dinosaurier. Weiterhin arbeitete er mit Jasper Høibys Fellow Creatures und ist auch auf Alben mit dem Chaos Orchestra, mit Rob Luft (Riser) oder Elliot Galvin (The Influencing Machine) zu hören.
Corrie gibt auch Solo-Drum-Konzerte. Weiterhin arbeitet er mit Künstlern wie Martin Speake, Mark Lockheart, Jacob Collier, Bobby Wellins, Brian Kellock, Leafcutter John, Tom Herbert, Pete Wareham, Kit Downes oder Jim Mullen.

## Preise und Auszeichnungen
Dick erhielt einige Auszeichnungen als Student. Weiterhin wurde er bei den Scottish Jazz Awards 2012 als Up and Coming Artist ausgezeichnet und erhielt den BBC-Preis Young Scottish Jazz Musician of the Year 2013. Weiterhin war er Kandidat für den Jazz FM Jazz Act of the Year und den Best Newcomer und das Album of the Year der Parliamentary Jazz Awards.

## Diskographische Hinweise
- Blue-Eyed Hawk: Under the Moon (Edition Records 2014, mit Lauren Kinsella, Alex Roth, Laura Jurd)[7]
- Impossible Things (Chaos Collective 2015, mit Alice Zawadski, Laura Jurd, Joe Wright, George Crowley, Matt Robinson, Joe Webb, Conor Chaplin, Felix Higginbottom)[9]
- Sun Swells (Ubuntu 2022, mit Laura Jurd, Rob Luft, Tom McCredie, Rebecka Edlund u. a.)[10]